# 500 dní se Summer
500 dní se Summer nebo také Byla jednou jedna láska (v anglickém originále 500 Days of Summer) je americké romantické komediální drama z roku 2009 režiséra Marca Webba. Snímek zachycuje nekonvenční příběh lásky mezi moderní cynickou ženou a do ní zamilovaným snílkem. V hlavních rolích účinkují Joseph Gordon-Levitt a Zooey Deschanelová.
Film se stal navzdory vlastní nezávislé produkci a rozpočtu 7,5 milionů amerických dolarů hitem a celosvětově vydělal 60 milionů. O jeho distribuci se postarala společnost Fox Searchlight Pictures.
V Evropě byl film poprvé promítán na úvod 62. ročníku Mezinárodního filmového festivalu ve švýcarském Locarnu.
V České republice se film uvedl na pražském Febiofestu.
Filmoví kritici 500 dní se Summer přirovnávali k dřívější generačně významné tvorbě včetně filmu Woodyho Allena Annie Hallová.

## Obsazení
| Joseph Gordon-Levitt | Tom Hansen       |
| Zooey Deschanel      | Summer Finn      |
| Olivia Bagg          | malá Summer Finn |
| Geoffrey Arend       | McKenzie         |
| Chloë Moretz         | Rachel Hansen    |
| Matthew Gray Gubler  | Paul             |
| Clark Gregg          | Vance            |
| Patricia Belcher     | Millie           |

## Recenze
Internetový web Rotten Tomatoes shrnující filmové recenze snímek popisuje jako „chytrou, nezvyklou romantickou komedii s osvěžující upřímností a zvláštním kouzlem.“
Český filmový kritik Kamil Fila popsal film jako antiromanci a antisérum na typickou hollywoodskou romantickou produkci.
Benjamin Slavík film mimo jiné popsal „alternativou ke klišé“.
Petr Cífka (MovieZone.cz) si v recenzi povšiml tématu lidského očekávání a následné reality, které je v případě tohoto filmu „definiční“.
Claudia Puigová (USA Today) vyzdvihla kromě jiného výkony hlavní herecké dvojice, která podle ní zastínila talentované herecké tváře ve vedlejších rolích. Situační vhled předčasně vyspělé mladší Tomovy sestry Rachel (Chloë Grace Moretzová) vnímala Puigová jako „na sílu“.
500 dní se Summer dále označila jako snímek „nepatrně se vysmívající konvencím“.

## Hudba
Ve filmu zazní písničky od interpretů jako jsou např. Regina Spektor nebo skupina The Smiths, což dále podtrhuje styl filmu jakožto alternativy k mainstreamu.

## Zákulisí
Pro Marca Webba šlo o režijní prvotinu.